# Житомирская городская община
Житомирская городская общи́на (укр. Житомирська міська громада) — территориальная община в Житомирском районе Житомирской области Украины.
Административный центр — город Житомир.
Население составляет 265 126 человек. Площадь — 91,5 км².
Органом местного самоуправления Житомирской общины является Житомирский городской совет.
По территории общины протекает река Тетерев.

## Населённые пункты
В состав общины входит 1 город (Житомир) и 1 село (Вересы).